# Ed Royce
Edward Randall Royce dit Ed Royce, né le 12 octobre 1951 à Los Angeles, est un homme politique américain membre du Parti républicain.
De 1993 à 2019, il est élu pour la Californie à la Chambre des représentants des États-Unis, représentant successivement les 39e et 40e districts. Il ne se représente pas lors des élections de novembre 2018.

## Biographie
Ed Royce est né à Los Angeles, et a fréquenté à l'école secondaire Katella d'Anaheim. Il a ensuite obtenu un diplôme en comptabilité et finance en 1977 de l'université d'État de Californie à Fullerton après 7 ans d'études supérieures. Il a été gestionnaire de l'impôt des sociétés pour une entreprise de ciment Portland avant d'entrer au Sénat de l'État de Californie en 1982. Il reste membre de l'assemblée jusqu'en 1993, date de son élection à la Chambre des représentants des États-Unis.

### Chambre fédérale

#### Élection
Après le redécoupage électoral à la suite du recensement de 1990, le représentant républicain sortant William Edwin Dannemeyer décide de se retirer et de se présenter aux élections de 1992 pour intégrer le Sénat des États-Unis. Ed Royce, qui a remporté la primaire républicaine pour la 39e circonscription de Californie au Congrès, conduit à la défaite la démocrate Molly McClanahan lors de l'élection avec 57 % des voix. Il est réélu quatre fois. Après le redécoupage suivant le recensement de 2000, son district a été renuméroté en 40e circonscription, et Ryce est réélu cinq fois.

#### Mandat
58 % de ses contributions de campagne proviennent de particuliers et 34 % proviennent d'un PAC. Parmi les contributions du PAC, 96 % provenaient du monde des affaires. La Sunlight Foundation a donné au site de Royce une note de 24 % à propos de la transparence des financements du candidat,.
Royce se définit comme un conservateur. En 2011, il a voté contre le National Defense Authorization Act pour l'exercice 2012 dans le cadre d'une disposition controversée qui permet au gouvernement et à l'armée de détenir indéfiniment des citoyens américains et d'autres citoyens sans procès.

#### Politique étrangère
Royce est depuis 2013 le président du House Foreign Affairs Committee. Il a tenu des audiences sur les menaces terroristes et sur les armes de destruction massive. Il effectue également un voyage en Israël durant la guerre de 2006 avec le Hezbollah.
À l'été de la même année, il a tenu plusieurs conférences médiatisés à San Diego, en Californie, et Laredo, au Texas, en se concentrant sur la vulnérabilité des frontières et le terrorisme international.

#### Politique intérieure
Le projet de loi qu'il a parrainé sur la politique fiscale, les petites entreprises, le crédit et la déréglementation du secteur bancaire, a attiré plusieurs grands fonds pour sa campagne, dont quelques banques : ses cinq principaux contributeurs en 2006 ont été Credit Union National Association, Irvine Co ., Wells Fargo, Orange County Teachers Fed Credit Union et GUS plc. Il est parmi les autres représentants, celui qui obtiendra le plus grand pourcentage des fonds de l'industrie bancaire de sa campagne.